# THE IDOLM@STER (アニメ)
『THE IDOLM@STER』（Idolmaster / アイドルマスター）は、A-1 Pictures制作の日本のアニメ。バンダイナムコゲームス（現：バンダイナムコエンターテインメント）が発売した同名のコンピューターゲーム「アイドルマスターシリーズ」を原作としたアニメ化作品。テレビアニメが2011年7月より 同年12月までTBSテレビほかで全25話が放送され、特別編1話が映像ソフト収録作品の先行放送としてBS-TBSで放送された。2014年1月25日には映画『THE IDOLM@STER MOVIE 輝きの向こう側へ!』が公開された。

## 概要
芸能事務所のプロデューサーとなって女性アイドルを育成するゲーム『THE IDOLM@STER』シリーズのテレビアニメ化作品としては、2007年にサンライズが制作した『アイドルマスター XENOGLOSSIA』に次いでの第2作である。テレビ放送された作品に限定しない場合は、2008年の『THE IDOLM@STER LIVE FOR YOU!』に同梱されたフロンティアワークス制作によるOVA版を含めて3度目のアニメ化作品となる。
以前の『XENOGLOSSIA』が原案ゲームからスター・システム的に登場人物を踏襲しつつも担当声優が異なり、内容も原案ゲームとは「まったく別物」と形容されるようなSFロボットアニメなのに対し、本作は現代日本の芸能事務所を舞台に12人 の女性アイドルたちがスターへの道を歩んでいくという、概ね原作ゲーム『THE IDOLM@STER 2』の骨子を踏襲した内容となっている。主要な参加スタッフは原作ゲームのファンを公言しており、また原作ゲームの世界を再現することが指向されている。本作では、原作ゲームの劇中やその関連CDを通じて発表されてきた、登場人物たちの担当声優が歌うアイドルソングの数々も豊富に流用されている。
テレビアニメとの連動企画として、関連モバイルサイトでは本編の放送と並行する形で各話のサイドストーリーを描いたオーディオドラマシリーズ『NO Make!』が配信された。そのほか公式サイトではWEB版30秒予告と、実写版予告『しゅーろくごー!』も配信された。また、テレビアニメ第15話より登場した劇中内番組『生っすか!?サンデー』は実際に特集ページが作られ、本編中での登場人物の発言通りに本編のワンシーンの映像が配信された。
2015年はアイドルマスター10周年記念の一環として、4月から6月まで第1 - 13話を再放送し、10月から12月まで第14 - 25話を再放送した。
これ以降、TBSテレビが制作した一連の深夜アニメは2021年の『プラチナエンド』までの10年間、2クール作品が存在しなかった。

## 作品解説

### 原作ゲームとの関係
もともと原作ゲーム『THE IDOLM@STER』シリーズは、アニメ化が困難な作品であるとされていた。というのも、原作ゲームにおけるプレイヤーの行動次第でストーリーが分岐するような要素はアニメで再現できず、さらに作品自体の受容のされ方についても、ゲーム本編とファンによる二次創作が親密に支え合う形となっており、人それぞれに作品に対するイメージが異なっていたためである。また、盛り上がりを支えてきた原作ファンの見る目も肥えており、中途半端な内容では失敗するリスクもあった。このため本作に先立つ2007年のアニメ化作品『アイドルマスター XENOGLOSSIA』は、内容を一新して「原案ゲームと同じ土俵に立たない」という方法論を用いることで難題を解決しようと試みていた。
それに対して本作では、原作ゲームに対する理解が深い監督とそれを支えるスタッフを配することで、登場人物の人間関係や喋り方といった感覚的な要素に原作の空気感を反映させようと試みている。具体的な方法としては、登場人物が原作のイメージに反した行動を取らないように注意を払い、また原作ゲームに関わってきた声優陣の反応も見ながらセリフのテンポに修正を加えるなどしている。結果として本作は、監督がファンを代表して監督なりの解釈で作った作品という方向性が与えられた。

### 物語の構図
原作ゲームが主人公であるプロデューサーとアイドルとの一対一の関係を描いていたのに対し、本作は特定の人物に軸を置かない群像劇として描かれており、物語の軸は原作シリーズからの舞台でもある「765プロダクション」の芸能事務所を場として描くことに置かれている。アイドルたちを群像として描くにあたっては、学園もの、部活もののような作風が用いられた。原作ゲーム本編ではあまり描かれなかったアイドル同士の関係性も、ドラマCDでの描写などを踏まえつつ描かれている。
本作は原作ゲームのファンのみならず、本作で初めて『THE IDOLM@STER』シリーズの世界に触れる視聴者にも向けた作りとなっており、関連コンテンツの数々への入り口となることが意図されている。このため本作ではアニメの放送期間が終わると飽きられてしまうような内容を避け、作品を通して視聴者に主要登場人物たちの魅力を伝えるような構成が試みられた。原作ゲームの見せ場となっている煌びやかなステージでのダンスシーンは、本作ではシリーズ構成上の山場として温存されており、序盤の展開では主要登場人物の人柄を積み重ねて描くことで、後の見せ場に向けて視聴者の感情移入を促していく構成が取られている。中盤の山場を経て、物語後半では登場人物たちの掘り下げが行われ、最終的には「765プロのアイドル」の定義や方向性を問い直すことが試みられた。

### タイトルロゴ
本作のオープニング映像などで用いられているタイトルロゴは、概ね『THE IDOLM@STER 2』に準じたデザインで、同作のロゴから『2』を除いたものとなっている。またシリーズの家庭用ゲーム版と同じく「R」（登録商標）表記がロゴに組み込まれており、原作ゲーム第1作であるアーケード版に用いられた「TM」（トレードマーク）表記とは異なる表記になっている。
オープニングが流れないエピソード（第1話、第13話、第20話、第24話）ではロゴではなく、黒背景に白文字のゴシック体で、「THE IDOLM@STER」表記のタイトルが用いられた。

## ストーリー
雑居ビルの3階に事務所を構える「765プロダクション」に所属するアイドル候補生たちが、一人前のアイドルへと成長していくさまを描く。本作は原作ゲームの設定やエピソードを取りいれつつも、全体としてはアニメ版独自のストーリーを描いている。

### 第1話 - 第5話
物語は、天海春香ら12人の新人女性アイドルを擁する芸能事務所「765プロダクション」に取材が入り、まだ仕事の少ないアイドルたちの日常を紹介するエピソードから始まる。このときにカメラマンとして紹介された男性は、実は765プロに雇われた新人のプロデューサー（本名不詳）で、原作ゲームの主人公に当たる役回りを演じる人物であることが第1話の最後で明かされる。765プロはまだ弱小の芸能事務所であり、主人公のプロデューサーは、元アイドルという経歴を持つ同僚の秋月律子プロデューサー、事務員の音無小鳥、社長の高木順二朗といった人物と共に、12人のアイドルたちを売り出すために営業努力を続けていく。物語当初から第5話までは、地方巡業やケーブルテレビ局のマイナー番組への出演といった売れないアイドルたちの日常と、彼女らを売り出そうと奮闘しつつ、彼女らの悩みに親身になって付き合うプロデューサーの努力などが描かれる。第5話では仕事もなく暇な12人は夏の海へと慰安旅行に赴くが、楽しい一日を終えた春香は、もしも皆が有名になってしまったら、こうした機会もなくなってしまうだろうという予感を抱く。この予感は後の展開への布石となる。

### 第6話 - 第13話
第6話以降では、律子プロデューサーによる、水瀬伊織・双海亜美・三浦あずさの3人をユニット「竜宮小町」として売り出す企画が成功するが、結果として765プロでは売れ筋アイドルとしての道を歩み始める3人と、成果が出ない9人とで明暗が分かれることになる。当初は律子と差がついたことに焦ったプロデューサーの空回りなども描かれ、失敗に落ち込んだところを逆に春香から励まされる。しばらくは明暗が分かれつつもアイドル稼業に励む12人の様子が描かれていくが、第6話で勘違いから「成果を出せば自分も竜宮小町に加えてもらえる」という空約束を交わしてしまった星井美希とプロデューサーとの間にすれ違いが生じ、このことから第11話と第12話では、大きなイベント「765プロ感謝祭ライブ」を前にしての衝突も描かれる。決裂は回避しつつも、イベント当日には悪天候のせいで竜宮小町メンバーの到着が大幅に遅れ、残りの9人だけで間を持たせなければならない危機的状況が発生してしまう。当初は客の反応は振るわずステージ進行も混乱を極めるが、しかし現時点での最善を尽くそうという春香からの提案や、わだかまりを乗り越えた美希の奮起などもあって持ち直し、感謝祭ライブは結果的に成功を収める。

### 第14話 - 第21話
感謝祭ライブの成功をきっかけに、第14話以降では今まで下積みの生活を送っていた9人のアイドルにも世間からの脚光が当たるようになり、劇中テレビ番組「生っすか!?サンデー」へのレギュラー出演など、多忙な芸能生活が描かれるようになる。また第18話では、プロデューサー業に徹していた律子にも1日だけアイドル復帰の機会が回ってくる。一方で765プロは男性アイドルユニット「Jupiter」を擁するライバル事務所「961プロダクション」の社長、黒井崇男による継続的な妨害工作にも悩まされるようになり、仕事を横取りされたり、嫌がらせをされたり、スキャンダルをでっち上げられたりする。そんな中で如月千早は、第19話で触れられたくなかった家庭問題をマスコミに暴露されてしまい、一時は精神的なショックで歌声を失ってしまう。しかし第20話では、千早に拒絶されつつもプロデューサーに背中を押された春香の奮起や他のアイドルたちの助力もあり、千早はステージ上のアクシデントを乗り越えて復帰を果たす。第21話でも妨害は続くが千早には通用せず、Jupiterは黒井社長の卑劣な振る舞いに愛想を尽かして961プロを脱退し、765プロに謝罪する。

### 第22話 - 第25話
団結によって危機を乗り越えてきた765プロだが、結束の維持を望む春香の想いとは裏腹に、次第に皆はそれぞれの道を歩んでいく。第22話で春香の要望により事務所で行われた内輪のクリスマス会は、プロデューサーの計らいもあり慌ただしいながらも全員が集まるが、続く第23話で、多忙な12人はいよいよ互いに顔を合わせる機会を失っていく。765プロのトップアイドルとして活躍する美希がプロデューサーへの好意を憚らず、また春香をミュージカルの主演を巡って正々堂々と競い合う相手として捉えるのに対し、765プロへの帰属意識を拠り所にしてきた春香は皆を応援しつつも、アイドルを続けるモチベーションを失っていく。プロデューサーは春香の異変を感じ取るが、彼女がステージの迫（せり）から奈落に転落しかけたのを庇って重傷を負う。第24話で春香は、夢を見失って孤独に苛まれる主人公を迫真の演技で演じてミュージカルの主役を射止めるが、異常に気がついた律子から休養を言い渡される。しかし状況に危機感を抱いた千早が動いた結果、765プロのアイドルたちは春香の真意に気が付き、もはや仲間との絆が家族同然であることを再認識する。春香もまた再会したJupiterや、幼いファンたち、そして過去の自分の幻影に導かれて初心を取り戻す。第25話はライブイベントステージの上で喝采を浴びるアイドルたちの姿と、後日のプロデューサーの復帰を描いて終わる。

### 第26話
第26話は特別編として位置づけられ、アイドルたちの日常を断片的に描いた、連続性のない短編集となっている。

## 登場人物
本作の主要登場人物である765プロ所属のアイドルおよびその関係者の多くは、原作ゲームシリーズの第1作であるアーケード版『THE IDOLM@STER』や、そのXbox 360版、およびPSPゲーム『THE IDOLM@STER SP』を初出とする登場人物たちであるが、そのメンバー構成や担当声優、設定は概ね『THE IDOLM@STER 2』の設定を踏襲したものとなっている。
アニメ本編で765プロダクション所属の現役アイドルとして活動しているのは、原作ゲーム『THE IDOLM@STER 2』でプレイヤーがプロデュース可能な9人と、同作ではノンプレイヤーキャラクターの竜宮小町の3人を合わせた12人となっている。原作ゲームでは、プレイヤーが操作するプロデューサーは9人の中から3人のアイドルを選んで育成する仕様だが、アニメ版のプロデューサーは9人全員のプロデュースを担当している設定となっている。竜宮小町は物語開始時にはまだ発足しておらず、第5話で名前が登場し、第6話から活動を開始する。
ゲームの第1作ではプロデュース可能なアイドルとして登場した秋月律子は、本作では『2』の設定を踏まえてプロデューサーのひとりとして登場するが、オープニングでは13人目のアイドルとして歌い踊る姿も登場し、第18話と第25話ではアイドルの仕事に各1日だけ復帰する。また関連CDでキャラクターソングに参加している事務員の音無小鳥も、アイドルではないものの第21話でバーの歌手として劇中歌を披露する場面がある。
765プロ所属アイドル以外では、そのライバル的存在として961プロダクション所属のアイドルユニット「Jupiter」が登場。また、第10話ではDS版ゲーム『THE IDOLM@STER Dearly Stars』から876プロダクション所属の日高愛（声 - 戸松遥）、水谷絵理（声 - 花澤香菜）、秋月涼（声 - 三瓶由布子）の3人がゲスト出演しているほか、テレビアニメ版オリジナルキャラクターのアイドルユニット「新幹少女」としてひかり（声 - 日笠山亜美）、つばめ（声 - 斎藤桃子）、のぞみ（声 - 庄子裕衣）が登場している。

### 765（ナムコ）プロダクション
雑居ビル「たるき亭ビル2号館」の3Fに事務所を構える弱小芸能プロダクション。ゲームでは事務所規模が拡大するにつれて事務所もより大きなビルに移転するが、アニメでは最後までたるき亭ビルのままである。
天海 春香（あまみ はるか）
声 - 中村繪里子
765プロ所属のアイドル。失敗も多いが前向きで優しい性格。他のアイドルとの仲間意識が強く、他のアイドルやプロデューサーを明るく励まし皆を牽引する。反面、そうした態度を仲間から負担に思われているのではないかと悩んで落ち込む場面もある。
星井 美希（ほしい みき）
声 - 長谷川明子
765プロ所属のアイドル。マイペースだがヴィジュアルには華があり、また振り付けを一度だけの練習で再現できるなど並外れた才能も持つ。物語当初は怠惰に過ごしていたが、誤解をきっかけに才覚を発揮し始め、次第に強い向上心を持つようになる。
如月 千早（きさらぎ ちはや）
声 - 今井麻美
765プロ所属のアイドル。家庭に関する暗い過去や問題を抱える。歌手志望で、歌が全てという価値観を持っており、当初は周囲に壁を作っていた。春香との友情を経て次第に打ち解け、苦手としていたバラエティーの仕事もこなすようになる。
高槻 やよい（たかつき やよい）
声 - 仁後真耶子
765プロ所属のアイドル。メンバーの中で最も小柄。素直で明るい性格だが、家が大家族であまり裕福ではない。伊織とは仲がよい。
萩原 雪歩（はぎわら ゆきほ）
声 - 浅倉杏美
765プロ所属のアイドル。気弱な性格で、男性恐怖症かつ犬恐怖症。真を慕っている。
菊地 真（きくち まこと）
声 - 平田宏美
765プロ所属のアイドル。女性ながら男っぽい言動で同性のファンが多く、ボーイッシュ路線で売り出しているが、実は少女趣味の願望も持つ。雪歩と親しい。
双海 真美（ふたみ まみ）
声 - 下田麻美
765プロ所属のアイドル。竜宮小町の亜美とは双子の姉妹。姉妹揃ってのいたずら好き。
四条 貴音（しじょう たかね）
声 - 原由実
765プロ所属のアイドル。謎が多くミステリアスな雰囲気とは裏腹に、大食いアイドルとしても活躍する。
我那覇 響（がなは ひびき）
声 - 沼倉愛美
765プロ所属のアイドル。沖縄方言で喋る。動物と意思疎通ができるという特技があり大勢のペットを飼っており、ハム蔵という名のハムスターを連れ回している。真と並んでスポーツが得意。
秋月 律子（あきづき りつこ）
声 - 若林直美
765プロのプロデューサーのひとり。元アイドルだが現在は一線を退いている。第6話から竜宮小町のプロデュースを担当する。
ユニット「竜宮小町」（りゅうぐうこまち）
765プロ所属アイドルの中から、律子のプロデュースにより選抜された女性3人組のアイドルユニット。結成前までは他の9人と同じ扱いを受けていたが、第6話で結成されて以降は一足早く売れ筋アイドルの道を歩む。
水瀬 伊織（みなせ いおり）
声 - 釘宮理恵
竜宮小町メンバー。金持ちのお嬢様という出自を持つ。勝ち気だが情は深い。やよいのことを気にかけている。
双海 亜美（ふたみ あみ）
声 - 下田麻美
竜宮小町メンバー。真美とは双子の姉妹。真美と瓜二つだが髪型が異なる。
三浦 あずさ（みうら あずさ）
声 - たかはし智秋
竜宮小町メンバー。おっとりした雰囲気の女性で、765プロのアイドルの中では最年長。ユニット結成以降は伸ばしていた髪を切って髪型を変える。
音無 小鳥（おとなし ことり）
声 - 滝田樹里
765プロの事務所で雑務を担当している女性事務員。姉のような立場で皆を見守る。
高木 順二朗（たかぎ じゅんじろう）
声 - 大塚芳忠
765プロの社長。社員や所属アイドルたちにも親しげに接する。原作ゲームでは容姿が明かされていない人物で、本作でも顔を映すことを徹底的に避ける描写がされている。
プロデューサー
声 - 赤羽根健治
765プロのプロデューサーのひとりで、原作ゲームのプレイヤーキャラクターに該当する役回りの男性。物語当初は初歩的なスケジュールミスを犯すなどプロデューサー能力が低い描写がされており、アイドルたちから頼りなく思われていたが、次第に信頼を集めるようになり、他の登場人物から「やり手」と評されるようになる。
原作ゲームでは定まった名前を持たず、プレイヤーが自由に名前を設定することができた人物で、本作でも本名が明かされない。同僚である律子プロデューサーも含めた他の登場人物からは、「プロデューサー」や「プロデューサーさん」などと呼ばれている。本作の視聴者からは、アニメ版で役を演じた声優の名から赤羽根P（あかばねプロデューサー）という非公式な通称で呼ばれることもある。なお正体を偽って登場した第1話では「カメラマン」としてクレジットされた。

### 961（クロイ）プロダクション
原作ゲームでは『THE IDOLM@STER SP』や『THE IDOLM@STER 2』でライバルとなる強豪芸能事務所。ゲームでは響曰く「黒井社長の趣味に合わせた金と赤のシマシマで、ピンクのネオンがついてる、超豪華なビル」とのことだったが、アニメではごく普通のビルとなっている。本作では物語後半となる第14話 - 第21話で765プロと敵対する。
黒井 崇男（くろい たかお）
声 - 子安武人
961プロの社長。旧知の間柄である高木社長に対して対抗意識を持っており、頭角を現してきた765プロを追い落とそうとして妨害工作を繰り返す。高木社長と同じく、視聴者に素顔を明かさない描写がされている。
ユニット「Jupiter」（ジュピター）
原作ゲーム『THE IDOLM@STER 2』から登場した、961プロ所属の男性アイドルユニット。本作では天ヶ瀬冬馬個人が第2話、ユニットとしては第10話に初登場し、第14話から765プロのライバルユニットとして本格的に登場する。黒井社長から765プロに関する虚偽の醜聞を吹きこまれており、そのため彼女たちを嫌悪しているが、その一方で正々堂々とした勝負を望んでいる。次第に黒井社長の本性を知るようになり、第21話で961プロを脱退する。第24話では新しい事務所に移籍して活動を再開し、第25話のエンディングにも姿を見せる。
天ヶ瀬 冬馬（あまがせ とうま）
声 - 寺島拓篤
伊集院 北斗（いじゅういん ほくと）
声 - 神原大地
御手洗 翔太（みたらい しょうた）
声 - 松岡禎丞

### 芸能記者
善澤（よしざわ）
声 - 星野充昭
高木社長と懇意にしている芸能記者の男性。765プロの事務所に入り浸っている。
渋澤（しぶさわ）
声 - 松本大
黒井社長と懇意にしている芸能カメラマンの男性。765プロの醜聞をスクープしようとする。

## スタッフ
- 原作 - バンダイナムコゲームス[27]
- キャラクター原案 - 窪岡俊之[27]
- 監督・キャラクターデザイン - 錦織敦史[27]
- シリーズ構成 - 待田堂子[27]、錦織敦史[27]
- シリーズ演出 - 高雄統子
- 総作画監督 - 飯塚晴子、高田晃
- デザインワークス - 山田可奈子、原田祥子
- 美術監督 - 薄井久代
- 色彩設計 - 中島和子
- 撮影監督 - 那須信司
- 編集 - 三嶋章紀
- 音響監督 - 菊田浩巳
- 音楽 - 高田龍一(MONACA)
- 音楽プロデューサー - 中川浩二
- 音楽制作 - 日本コロムビア
- スーパーバイザー - 石原章弘
- プロデューサー - 鳥羽洋典、国崎久徳、山口泰広、植村俊一
- アニメーションプロデューサー - 清水暁
- 制作 - A-1 Pictures[27]
- 製作協力 - バンダイナムコゲームス、アニプレックス、日本コロムビア
- 製作 - PROJECT iM@S、TBS

## 主題歌・挿入歌
オープニングテーマには本作が初出の曲が用いられた。エンディングテーマおよび挿入歌には本作が初出の曲もあるものの、原作ゲームシリーズの楽曲や、過去に発表された関連CDの楽曲が数多く用いられている。挿入歌の使い所は脚本段階から決められ、歌詞と本編の内容を合致させた選曲が意図された。また本作が初出の新曲は、季節の移り変わりや物語上の節目を狙って用いられている。
原作ゲームと同様に、ボーカルは登場人物の担当声優が担当しており、クレジットの歌手名は登場人物名義で表記されている。
初出はその楽曲が初めて収録されたゲーム、およびCD。収録はアニメ版と同じ声優で歌われているCD（ベストアルバムを除く）。

### オープニングテーマ
劇中歌としては第25話にも用いられている。
「READY!!」（第2話 - 第12話）
作詞 - yura / 作曲・編曲 - 神前暁 / 歌 - 765PRO ALLSTARS
第1クールのOPテーマ。ニコニコチャンネルでのインターネット配信版のみ、第1話から使用された。テレビ放送版、およびDVD、BD版では第1話はOP未使用。第13話も未使用。
OP映像はドラマ仕立ての内容となっており、公演の準備から始まり大観衆の中のステージで締めくくられるという構成で描かれている。
「CHANGE!!!!」（第14話 - 第19話、第21話 - 第23話、第25話 - 第26話）
作詞 - yura / 作曲 - NBGI（内田哲也） / 編曲 - 橋本由香利、NBGI（内田哲也） / 歌 - 765PRO ALLSTARS
第2クールのOPテーマ。第20話、第24話はOP未使用。
OP映像の内容は、既に売れ筋の道を歩んでいるアイドルたちが、現実ではないイメージの中で歌い踊るというものになっている。第21話以降では、千早が歌う場面が一部変更され、スポットライトの色が変更された。

### エンディングテーマ
毎回異なる歌曲が用いられ、映像も各エピソード専用のものが用いられている。
「The world is all one !!（リミックス）」（第1話）
作詞 - RIONA / 作曲 - 田代智一 / 編曲 - 荒木啓六 / 歌 - 765PRO ALLSTARS
初出はXbox 360版『THE IDOLM@STER 2』。リミックス収録は関連CD『ANIM@TION MASTER 02』
シングルCDの収録バージョンとは違い、すべてのパートが全員による合唱になっている。
「ポジティブ!（リミックス）」（第2話）
作詞 - NBGI（mft） / 作曲・編曲 - NBGI（中川浩二） / 歌 - 水瀬伊織、高槻やよい
初出はアーケード版『THE IDOLM@STER』。リミックスの収録は関連CD『ANIM@TION MASTER 02』
オリジナル版とはMCのセリフが違っている。
「First Stage（リミックス）」（第3話）
作詞 - 中村恵 / 作曲・編曲 - NBGI（佐々木宏人） / 歌 - 萩原雪歩、菊地真
初出はアーケード版『THE IDOLM@STER』。リミックスの収録は関連CD『ANIM@TION MASTER 02』
「蒼い鳥（TV ARRANGE）」（第4話ED、第26話挿入歌）
作詞 - 森由里子 / 作曲 - NBGI（椎名豪） / 編曲 - 宮原恵太 / 歌 - 如月千早
初出はアーケード版『THE IDOLM@STER』。TV ARRANGEの収録は関連CD『ANIM@TION MASTER 02』
ゲーム版及びCD版とはアレンジが異なる。第4話ではEDだけでなく劇中歌として無伴奏で歌う場面もある。第26話では映画挿入歌として使用された。
「MOONY」（第5話）
作詞 - yura / 作曲・編曲 - Funta7 / 歌 - 如月千早、三浦あずさ、菊地真、星井美希、我那覇響、秋月律子
アニメ用新曲。収録は関連CD『ANIM@TION MASTER 02』。
「THE IDOLM@STER（リミックス）」（第6話ED、第13話挿入歌）
作詞 - 中村恵 / 作曲・編曲 - NBGI（佐々木宏人） / 歌（第6話） - 765PRO ALLSTARS / 歌（第13話） - 天海春香、星井美希、如月千早、高槻やよい、萩原雪歩、菊地真、双海真美、四条貴音、我那覇響
初出はアーケード版『THE IDOLM@STER』。リミックス収録は関連CD『ANIM@TION MASTER 03』
第13話では第6話と異なるアレンジで、劇中歌として歌われる。
「おはよう!! 朝ご飯」（第7話ED、第26話挿入歌）
作詞 - 中村恵 / 作曲・編曲 - NBGI（佐々木宏人） /  歌（第7話） - 高槻やよい / 歌（第26話） - 如月千早
初出はアーケード版『THE IDOLM@STER』。収録は関連CD『MASTERWORK 01』、『ANIM@TION MASTER 03』など。
第26話ではカラオケ店で千早が歌ったものとして流れた。
「ハニカミ! ファーストバイト」（第8話）
作詞 - 後藤裕之 / 作曲・編曲 - NBGI（中川浩二） / 歌 - 竜宮小町（水瀬伊織、三浦あずさ、双海亜美）
アニメ用新曲。収録は関連CD『ANIM@TION MASTER 03』
「黎明スターライン」（第9話）
作詞 - NBGI（LindaAI-CUE） / 作曲・編曲 - NBGI（増渕裕二） / 歌 - 双海亜美、双海真美
初出、収録は関連CD『MASTER SPECIAL 02』。『ANIM@TION MASTER 03』にも収録。
「GO MY WAY!!（リミックス）」（第10話）
作詞 - yura / 作曲・編曲 - NBGI（神前暁） / 歌 - 765PRO&876PRO ALLSTARS
初出はXbox 360版『THE IDOLM@STER』。リミックスの収録は関連CD『ANIM@TION MASTER 03』
「START!!」（第11話）
作詞 - 白瀬彩 / 作曲・編曲 - 宮崎誠 / 歌 - 天海春香
初出、収録は関連CD『MASTER ARTIST 2 -FIRST SEASON- 01 天海春香』。『ANIM@TION MASTER 05』にも収録。
「ショッキングな彼」（第12話）
作詞 - NBGI（mft） / 作曲 - NBGI（中川浩二） / 編曲 - NBGI（増渕裕二、中川浩二） / 歌 - 星井美希
初出、収録は関連CD『MASTER SPECIAL 06』。『ANIM@TION MASTER 05』にも収録。
「i（リミックス）」（第13話ED、第23話挿入歌）
作詞 - 中村恵 / 作曲・編曲 - NBGI（佐々木宏人） / 歌 - 765PRO ALLSTARS
初出は関連CD『THE IDOLM@STER MASTER ARTIST』シリーズ。リミックスの収録は関連CD『ANIM@TION MASTER 05』
第23話劇中では集合レッスン中の曲として登場するが、（歌詞の内容に反して）皆は練習に集まれず、春香を落胆させる。
「Colorful Days（リミックス）」（第14話）
作詞 - 中村恵 / 作曲・編曲 - NBGI（佐々木宏人） / 歌 - 天海春香、星井美希、如月千早、双海亜美&真美、四条貴音、我那覇響
初出はPSP版『THE IDOLM@STER SP』。リミックスの収録は関連CD『ANIM@TION MASTER 05』
ただし放映でカットされた部分の歌詞は関連CD『M@STER SPECIAL 06』収録のボーナストラック「M@STER VERSION 12 Colors」版になっている。
「MEGARE!（リミックス）」（第15話）
作詞 - NBGI（mft） / 作曲・編曲 - NBGI（高田龍一） / 歌 - 765PRO ALLSTARS
初出は関連CD『MASTER ARTIST 2』シリーズ。リミックスの収録は関連CD『ANIM@TION MASTER 05』
「Brand New Day!」（第16話）
作詞・作曲・編曲 - NBGI（おおくぼひろし） / 歌 - 我那覇響
アニメ用新曲。収録は関連CD『ANIM@TION MASTER 06』
2012年10月25日に発売されたPSP専用ゲーム「THE IDOLM@STER SHINY FESTA ファンキーノート」のアニメパートでは挿入歌として使用された。歌は響・やよい・伊織・亜美・真美。
「チアリングレター」（第17話）
作詞 - mft / 作曲 - MIKOTO / 編曲 - 梅堀淳 / 歌 - 菊地真
アニメ用新曲。収録は関連CD『ANIM@TION MASTER 06』
作詞を担当したmftによれば、真が10年後の自分に向けて書いた励ましの手紙という体裁の歌詞であるとされ、歌い始めではそのことが伏せられているが、徐々にそのことが明かされていく構成となっている。
「魔法をかけて!」（第18話）
作詞・作曲・編曲 - NBGI（神前暁） / 歌 - 秋月律子
初出はアーケード版『THE IDOLM@STER』。収録は関連CD『MASTER ARTIST 10 秋月律子』、『ANIM@TION MASTER 06』など。
「風花」（第19話ED、第26話挿入歌）
作詞・作曲・編曲 - 橋本由香利 / 歌（第19話） - 四条貴音 / 歌（第26話） - 萩原雪歩
初出、収録は関連CD『MASTER ARTIST 2 -FIRST SEASON- 06 四条貴音』。『ANIM@TION MASTER 06』にも収録。
第26話ではカラオケ店で雪歩が歌ったものとして流れた。
「約束」（第20話）
作詞 - 森由里子 / 作曲 - NBGI（中川浩二、小林啓樹） / 編曲 - NBGI（小林啓樹） / 歌 - 如月千早、天海春香、星井美希、高槻やよい、萩原雪歩、菊地真、双海亜美&真美、水瀬伊織、三浦あずさ、四条貴音、我那覇響
アニメ用新曲。収録は関連CD『ANIM@TION MASTER 06』
第20話では劇中歌としても用いられた。精神的なショックで歌声を失ってしまった千早のために、765プロ全員で詩を作った曲と設定されている。劇中ではステージに上がったものの声を出すことができなかった千早に代わり、ステージに駆けつけた他の11人が歌を繋ぐ。最後には声が戻った千早へと歌が継がれ、そのまま千早のソロでラストシーンからエンディングまで曲が流れる。
「空」（第21話）
作詞 - yura / 作曲・編曲 - 神前暁 / 歌 - 音無小鳥
初出、収録は関連CD『MASTER ARTIST FINALE』。『ANIM@TION MASTER 07』にも収録。
「Happy Christmas」（第22話）
作詞 - 貝田由里子 / 作曲 - NBGI（椎名豪） / 編曲 - Fuming / 歌 - 天海春香、如月千早、双海亜美&真美、三浦あずさ、四条貴音、我那覇響
アニメ用新曲。収録は関連CD『ANIM@TION MASTER 07』
「見つめて（Instrumental）」（第23話）
作曲 - NBGI（Yoshi） / 編曲 - 佐久間誠
アニメ用新曲。収録は関連CD『ANIM@TION MASTER 07』
本作のエンディングテーマでは唯一、ボーカルもED映像も用いられず、クレジットの背景は黒一色となっている。曲の後半はCパートにかかる形となっており、泣き濡れる春香のカットで締めくくられる。
「まっすぐ」（第24話）
作詞 - 朝日祭 / 作曲・編曲 - NBGI（Yoshi） / 歌 - 765PRO ALLSTARS
初出はXbox 360版『THE IDOLM@STER』。765PRO ALLSTARSバージョンの収録は関連CD『ANIM@TION MASTER 07』。
ED映像には第1話から第21話までの本編の映像が用いられている。ラストシーンにかかる形で始まり、Cパートにかかる形で終了する。
「いっしょ（NEW VERSION）」（第25話）
作詞 - yura / 作曲・編曲 - 藤末樹 / 歌 - 765PRO ALLSTARS
初出は関連CD『MASTER LIVE 01 REM@STER-A』。NEW VERSIONの収録は関連CD『ANIM@TION MASTER 07』
ラストシーンにかかる形で用いられた。
「my song」（第26話）
作詞 - yura / 作曲・編曲 - 神前暁 / 歌 - 765PRO ALLSTARS
初出はXbox 360版『THE IDOLM@STER LIVE FOR YOU!』のDLC。EDテーマとして使用されている765PRO ALLSTARSバージョンはCD化されていない。
EDテーマとして使用された曲の中では、唯一『L4U!』が初出の曲。

### 挿入歌
本作では劇中に挿入歌が流れる際、歌番組のように曲名や作詞・作曲・編曲者のテロップが流れるという、原作ゲームを踏襲した演出が用いられている。劇中のライブや歌番組を収録する場面などで、登場人物が劇中歌を歌う場面も多く描かれる。
クレジットには表示されないものの、これらの挿入歌以外にも、原作ゲームに使われたBGMのアレンジ曲や、歌曲のオフボーカル版が用いられる場面もある。
「私はアイドル♡（リミックス）」（第2話、第13話）
作詞 - 中村恵 / 作曲・編曲 - NBGI（佐々木宏人） / 歌 - 水瀬伊織、高槻やよい、双海亜美&真美（第2話） / 星井美希（第13話）
初出はXbox 360用ゲーム版『THE IDOLM@STER』の楽曲。リミックスの収録は関連CD『ANIM@TION MASTER 02』、13話版は『ANIM@TION MASTER 05』のメドレーの一部に収録。
第2話劇中では、伊織、やよい、双海姉妹が自分なりに衣装やメイクを工夫しようとする場面で流れる。第13話劇中では、ライブイベントのステージ進行が混乱する中で劇中歌として歌われる。
「ALRIGHT*（リミックス）」（第3話）
作詞 - yura / 作曲 - 大津美紀 / 編曲 - 関淳二郎 / 歌 - 萩原雪歩
初出は関連CD『MASTER SPECIAL 04』。リミックスの収録は関連CD『ANIM@TION MASTER 02』。
地方巡業でのライブにて、落ち込んで挫けかけていた雪歩が奮起してステージに立つ場面で流れる。本編の内容と歌詞をリンクさせる演出が用いられた。
「乙女よ大志を抱け!!」（第4話、第13話、第26話）
作詞 - yura / 作曲 - 白戸佑輔 / 編曲 - 景家淳 / 歌 - 天海春香
初出、収録は関連CD『MASTER SPECIAL 01』。『ANIM@TION MASTER 02』にも収録。
第4話では劇中番組で料理をする場面で流れる。第13話のライブイベントでは劇中歌として歌われるが、竜宮小町目当ての観客はあまり盛り上がらなかったと言及されている。第26話ではカラオケ店で春香が歌ったものとして流れた。
「神SUMMER!!」（第5話）
作詞 - yura / 作曲・編曲 - 田中秀和 / 歌 - 天海春香、高槻やよい、双海亜美&真美、萩原雪歩、水瀬伊織、四条貴音
アニメ用新曲。収録は関連CD『ANIM@TION MASTER 02』。
アイドルたちが海水浴に興じる場面で挿入歌として流れる。
「SMOKY THRILL」（第6話）
作詞・作曲・編曲 - NBGI（uRy） / 歌 - 竜宮小町（水瀬伊織、三浦あずさ、双海亜美）
初出はXbox 360版『THE IDOLM@STER 2』。収録はシングルの他、『ANIM@TION MASTER 03』にも収録。
劇中でテレビ出演を果たした竜宮小町を、765プロメンバーが事務所で番組チェックする場面で、原作ゲームの振り付けを再現して歌い踊る様子が描かれる。節目の展開に際しての登場人物たちの思いを描くため、ダンスシーンは重要な見せ場として描写された。
「キラメキラリ」（第7話、第13話）
作詞 - yura / 作曲・編曲 - NBGI（神前暁） / 歌 - 高槻やよい
初出、収録は関連CD『MASTER ARTIST 02 高槻やよい』。『ANIM@TION MASTER 03』にも収録。
第7話劇中では、やよいが夕食の準備をする場面で流れ、高槻家を訪れていた伊織と響による、曲に合わせた振り付けも披露される。
「晴れ色」（第8話）
作詞 - 伊那村さちこ / 作曲 - 小西裕子 / 編曲 - 佐藤ノリチカ / 歌 - 三浦あずさ
アニメ用新曲。収録は関連CD『ANIM@TION MASTER 03』。
「エージェント夜を往く」（第8話、第26話）
作詞・作曲・編曲 - NBGI（LindaAI-CUE） / 歌 - 菊地真
初出はアーケード版『THE IDOLM@STER』。収録は関連CD『MASTERWORK 03』、『ANIM@TION MASTER 03』など。
「迷走Mind」（第8話）
作詞 - NBGI（mft） / 作曲・編曲 - NBGI（中川浩二） / 歌 - 菊地真
初出、収録は関連CD『MASTER ARTIST 04 菊地真』。『ANIM@TION MASTER 03』にも収録。
「shiny smile（REM@STER-A）」（第8話）
作詞 - 朝日祭 / 作曲 - NBGI（Yoshi） / 編曲 - 林部亜紀子 / 歌 - 三浦あずさ、菊地真
初出、収録は関連CD『MASTER SPECIAL 05』。『ANIM@TION MASTER 03』にも収録。
「Alice or Guilty」（第10話）
作詞 - 上江洲誠 / 作曲・編曲 - NBGI（濱本理央） / 歌 - Jupiter（天ヶ瀬冬馬、御手洗翔太、伊集院北斗）
初出はXbox 360版『THE IDOLM@STER 2』。収録は関連CD『THE IDOLM@STER Jupiter』
劇中ではステージで歌われるものの、曲名のテロップが表示された直後に場面が切り替わるため、曲が流れたのはごく僅かな時間である。
「L・O・B・M（リミックス）」（第10話）
作詞 - NBGI（mft） / 作曲・編曲 - NBGI（高田龍一） / 歌 - 765PRO ALLSTARS
初出は関連CD『MASTER SPECIAL』シリーズ。リミックスの収録は関連CD『ANIM@TION MASTER 03』
芸能事務所対抗運動会の最終競技であるリレーの場面で流れる。
「笑って!」（第11話）
作詞 - 伊那村さちこ / 作曲 - DY-T / 編曲 - 草野よしひろ / 歌 - 天海春香
初出、収録は関連CD『MASTER SPECIAL SPRING』。『ANIM@TION MASTER 05』にも収録。
劇中では、学校の試験と本格的なライブを同時に控えた春香が、勉強にレッスンにと努力する場面で流れる。
「ふるふるフューチャー☆」（第12話）
作詞 - 朝日祭 / 作曲・編曲 - NBGI（Yoshi） / 歌 - 星井美希
初出、収録は関連CD『MASTER ARTIST 03 星井美希』。『MASTER ARTIST 2 -FIRST SEASON- 03 星井美希』、『ANIM@TION MASTER 05』にも収録。
劇中では、プロデューサーと喧嘩した美希が遊び歩く場面で挿入歌として流れる。
「My Best Friend」（第13話）
作詞 - NBGI（uRy） / 作曲 - NBGI（おおくぼひろし） / 編曲 - NBGI（大上昌子、おおくぼひろし） / 歌 - 天海春香、如月千早
初出はXbox 360版『THE IDOLM@STER』。13話版は『ANIM@TION MASTER 05』のメドレーの一部に収録。
劇中歌として歌われる。
「スタ→トスタ→」（第13話）
作詞 - yura、NBGI（おおくぼひろし） / 作曲・編曲 - NBGI（おおくぼひろし） / 歌 - 双海真美
初出は関連CD『MASTER ARTIST 06 双海亜美・真美』。13話版は『ANIM@TION MASTER 05』のメドレーの一部に収録。
劇中歌として歌われる。
「思い出をありがとう」（第13話）
作詞 - 中村恵 / 作曲・編曲 - NBGI（佐々木宏人） / 歌 - 萩原雪歩、菊地真
初出はXbox 360版『THE IDOLM@STER』。13話版は『ANIM@TION MASTER 05』のメドレーの一部に収録。
劇中歌として歌われる。
「Next Life」（第13話）
作詞・作曲・編曲 - NBGI（遠山明孝） / 歌 - 我那覇響
初出は関連CD『MASTER SPECIAL 03』の収録曲。13話版は『ANIM@TION MASTER 05』のメドレーの一部に収録。
劇中歌として歌われる。
「フラワーガール」（第13話、第19話）
作詞 - NBGI（Yoshi&Kyon） / 作曲・編曲 - NBGI（Yoshi） / 歌 - 四条貴音
初出、収録は関連CD『MASTER SPECIAL 04』。『ANIM@TION MASTER 06』にも収録。13話版は『ANIM@TION MASTER 05』のメドレーの一部に収録。
第13話、第19話のいずれでも劇中歌として歌われる。
「Day of the future」（第13話）
作詞 - オミ織葉 / 作曲・編曲 - Tatsh / 歌 - 星井美希
初出は関連CD『MASTER ARTIST 2 -FIRST SEASON- 03 星井美希』。
劇中歌として歌われる。詳細は描かれないもののダンス曲という設定。
「マリオネットの心」（第13話）
作詞 - mft / 作曲 - 橋本由香利 / 編曲 - 宮崎誠 / 歌 - 星井美希
アニメ用新曲。収録は関連CD『ANIM@TION MASTER 05』
物語本編でトラブルを起こしてきた美希が名誉を挽回して活躍する、彼女の見せ場のための曲として位置づけられている。劇中では振り付けの激しいダンス曲であり、他のダンス曲と連続で歌うのは体力的に困難であると言及されているが、美希はアクシデントで混乱したステージ進行を維持するため、この曲を「Day of the future」と連続で歌い切る。
「目が逢う瞬間（とき）」（第13話、第26話）
作詞 - 貝田由里子 / 作曲・編曲 - NBGI（Jesahm） / 歌 - 如月千早
初出は関連CD『MASTER ARTIST 05 如月千早』。
第13話のライブイベントで劇中歌として歌われる。第26話ではカラオケ店で千早が歌ったものとして流れた。
「自分REST@RT」（第13話）
作詞 - 佐々木宏人 / 作曲・編曲 - 田中秀和 / 歌 - 天海春香、星井美希、如月千早、高槻やよい、萩原雪歩、菊地真、双海真美、四条貴音、我那覇響
アニメ用新曲。収録は関連CD『ANIM@TION MASTER 05』
劇中では第11話から振り付けの練習場面が登場する。第13話のクライマックスでは竜宮小町以外の9人のアイドルにより、観客からの合いの手を受けつつ歌われる。第1クールのクライマックスを飾るための曲として用いられた。
「キミはメロディ（リミックス）」（第14話）
作詞 - 遠藤フビト / 作曲・編曲 - NBGI（内田哲也） / 歌 - 高槻やよい、萩原雪歩、菊地真、水瀬伊織、三浦あずさ、秋月律子
初出はゲーム『THE IDOLM@STER SP』の楽曲。リミックスの収録は関連CD『ANIM@TION MASTER 05』。
劇中ではアイドルたちが仕事に勤しむ場面で挿入歌として流れる。
「スマイル体操」（第15話）
作詞 - yura / 作曲・編曲 - 宮崎誠 / 歌 - 高槻やよい
初出は関連CD『MASTER ARTIST 2 -FIRST SEASON- 09 高槻やよい』。
劇中番組のコーナーの一環として、幼稚園を訪れる場面で歌われる。
「arcadia」（第15話）
作詞 - 白瀬彩 / 作曲 - 上松範康 / 編曲 - 中山真斗 / 歌 - 如月千早
初出、収録は関連CD『MASTER SPECIAL 03』。『MASTER ARTIST 2 -FIRST SEASON- 05 如月千早』にも収録。
本作では、第15話に登場する劇中映画『無尽合体キサラギ』の主題歌という設定が与えられている。
「TRIAL DANCE」（第16話）
作詞 - yura / 作曲 - 中西圭三 / 編曲 - 小西貴雄 / 歌 - 我那覇響
初出、収録は関連CD『MASTER ARTIST 2 -FIRST SEASON- 02 我那覇響』。『ANIM@TION MASTER 06』にも収録
劇中では、響のペットであるハム蔵が、961プロの陰謀で窮地に陥った響のために助けを呼びに行く場面で挿入歌として流れる。
「自転車」（第17話）
作詞 - 白瀬彩 / 作曲・編曲 - 伊藤心太郎 / 歌 - 菊地真
初出、収録は関連CD『MASTER SPECIAL 05』。『ANIM@TION MASTER 06』にも収録
劇中では、真とプロデューサーが遊園地で遊ぶ場面で挿入歌として流れる。
「七彩ボタン」（第18話、第23話、第26話）
作詞 - 遠藤フビト / 作曲・編曲 - NBGI（内田哲也） / 歌 - 竜宮小町（水瀬伊織、三浦あずさ、双海亜美）
初出はPS3版『THE IDOLM@STER 2』。収録は関連CD『生っすかSPECIAL 02』
同作は第18話放送の1週間前に発売されている。
第18話劇中ではライブで発表予定の新曲として、振り付けの練習をする場面が繰り返し描かれるが、ライブで歌われる場面は描かれない。第23話劇中ではタクシーのカーラジオから劇中歌として流れ、劇中のランキングで1位の曲と言及されている。第26話劇中ではカラオケ店で真が歌ったものとして流れた。
「いっぱいいっぱい」（第18話）
作詞 - 中村恵 / 作曲・編曲 - NBGI（佐々木宏人） / 歌 - 秋月律子
初出、収録は関連CD『MASTER ARTIST 10 秋月律子』。『ANIM@TION MASTER 06』にも収録
劇中では、病気でライブに参加できなくなったあずさの代役として1日だけアイドル復帰した律子の、現役時代の持ち歌として登場。伊織と亜美の計らいで駆けつけた当時のファンの応援を受け、ステージ上で歌われた。
「恋をはじめよう」（第21話）
作詞 - 白瀬彩 / 作曲・編曲 - NBGI（Jesahm） / 歌 - Jupiter（天ヶ瀬冬馬、御手洗翔太、伊集院北斗）
初出はXbox 360版『THE IDOLM@STER 2』。収録は『THE IDOLM@STER Jupiter』
劇中の屋外ライブで歌われる。
「眠り姫」（第21話）
作詞 - 森由里子 / 作曲・編曲 - NBGI（椎名豪） / 歌 - 如月千早
初出、収録は関連CD『MASTER ARTIST 2 -FIRST SEASON- 05 如月千早』。『ANIM@TION MASTER 07』にも収録。
『M@STERPIECE』初回生産限定盤ではBlu-ray Disc Audioで収録されている。
劇中の屋外ライブで歌われる。961プロの妨害を受けつつもそれに屈しなかった千早の意向により、無伴奏で歌が始まり、途中から伴奏が入る。この場面でJupiterは961プロとの決別を決意する。
「花（NEW MIX）」（第21話）
作詞 - yura / 作曲 - 藤末樹 / 編曲 - 景家淳 / 歌 - 音無小鳥
初出は関連CD『MASTER LIVE ENCORE』。NEW MIXの収録は関連CD『ANIM@TION MASTER 07』。
劇中では、政財界の大物も集まるとされる高木社長行きつけのバーで歌われ、この場面まで小鳥の副業を知らなかった765プロのアイドルたちから驚かれる。
「relations」（第22話）
作詞 - NBGI（mft） / 作曲・編曲 - NBGI（中川浩二） / 歌 - 星井美希
初出はXbox 360用ゲーム版『THE IDOLM@STER』。収録は『MASTER ARTIST 03 星井美希』
劇中では、美希が出演する劇中CMの曲という設定で複数回流れる。
「inferno」（第22話）
作詞 - yura Dark / 作曲 - 藤末樹 / 編曲 - 草野よしひろ / 歌 - 如月千早
初出は関連CD『MASTER LIVE 04』で、雪歩（当時の声は長谷優里奈が担当）とのデュオ。千早ソロバージョンの初出、収録は『MASTER SPECIAL 03』。
劇中歌としてステージで歌われる。
「My Wish」（第22話）
作詞・作曲 - Asu / 編曲 - 関淳二郎 / 歌 - 星井美希、高槻やよい、萩原雪歩、菊地真、水瀬伊織、秋月律子
アニメ用新曲。収録は関連CD『ANIM@TION MASTER 07』。
アイドルたちがクリスマスの仕事に勤しむ場面で挿入歌として流れる。
「あったかな雪」（第22話）
作詞 - 白瀬彩 / 作曲 - 糀谷拓土 / 編曲 - マルヤマテツオ / 歌 - 星井美希、高槻やよい、双海亜美&真美
初出、収録は関連CD『MASTER SPECIAL WINTER』。
劇中では、春香たちがクリスマスパーティに集まる場面で挿入歌として流れる。
「Little Match Girl」（第23話）
作詞・作曲・編曲 - ESTi / 歌 - 萩原雪歩
初出はXbox 360版『THE IDOLM@STER 2』のDLC。萩原雪歩ソロバージョンの収録は『MASTER BOX VIII』(GAME VERSION) 。
劇中歌としてライブイベントで歌われ、振り付けも披露される。詳細は描かれないものの同名劇中ドラマの主題歌という裏設定が与えられており、第23話アバンタイトルにて春香が読んでいる劇中雑誌『MUSICTIME』2月号に、記事として「Little Match Girl」が劇中ドラマの題名である旨の説明が書かれている。第22話にも関連した描写が登場する。
「Honey Heartbeat」（第24話）
作詞 - NBGI（MC TC） / 作曲・編曲 - NBGI（LindaAI-CUE） / 歌 - 高槻やよい、萩原雪歩、菊地真
初出はXbox 360版『THE IDOLM@STER 2』のDLC。高槻やよい、萩原雪歩、菊地真バージョンはCD化されていない。
劇中ではやよい、雪歩、真が出演する劇中CM曲という設定で、CMの収録場面で流れる。
「さよならをありがとう」（第24話）
作詞・作曲・編曲 - 橋本由香利 / 歌 - 天海春香
アニメ用新曲。収録は関連CD『ANIM@TION MASTER 07』。
作詞作曲を担当した橋本由香利はこの曲を、春香の想いに届くことを願って、春香のために書いた曲であるとしている。劇中では子供時代の自分自身の姿をした幻影に導かれた春香が、初心を取り戻す場面で挿入歌として流れる。
「READY!!&CHANGE!!!! SPECIAL EDITION」（第25話）
作詞 - NBGI（yura） / 作曲 - 神前暁、NBGI（内田哲也） / 編曲 - 神前暁、橋本由香利、NBGI（内田哲也） / 歌 - 765PRO ALLSTARS
第1クールOPテーマと第2クールOPテーマのメドレー。収録は関連CD『ANIM@TION MASTER 07』。
劇中歌としてステージ上で歌われ、OP映像の振り付けを踏襲しつつ12人で歌われる。
衣装はそれぞれ春香、千早、やよい、真美、あずさ、響は「CHANGE!!!!」の衣装、美希、雪歩、真、亜美、伊織、貴音は「READY!!」の衣装を着ている。
「私たちはずっと…でしょう？」（第25話）
作詞 - 畑亜貴 / 作曲・編曲 - 佐々木宏人 / 歌 - 765PRO ALLSTARS
アニメ用新曲。収録は関連CD『ANIM@TION MASTER 07』。
劇中歌として、秋月律子を交えた13人によってステージ上で歌われる。ステージ上の様子は描かれず、映像には第1話から第23話までの本編の映像が用いられている。
「隣に…」（第26話）
作詞 - 貝田由里子 / 作曲・編曲 - NBGI（椎名豪） / 歌 - 三浦あずさ
初出、収録は関連CD『MASTER ARTIST 07 三浦あずさ』。
あずさ主演の映画の主題歌として流れた。
これらの楽曲のほか、歌曲が流れるものの挿入歌として扱われず、ノンテロップ・ノンクレジットの楽曲もある。例えば、第1話では春香の営業シーンで「太陽のジェラシー」が流れるほか、小鳥の携帯電話の着信音として「ID:[OL]」が使われている。鼻歌などにも原作の楽曲のメロディーが登場することがある。

## 各話リスト
| 話数   | サブタイトル                         | 脚本              | 絵コンテ          | 演出                                | 作画監督                                                      |
| ------ | ------------------------------------ | ----------------- | ----------------- | ----------------------------------- | ------------------------------------------------------------- |
| 第1話  | これからが彼女たちのはじまり         | 待田堂子 錦織敦史 | 錦織敦史          | 錦織敦史                            | 川上哲也、飯塚晴子                                            |
| 第2話  | “準備”をはじめた少女たち             | 待田堂子          | 高雄統子          | 高雄統子                            | 松尾祐輔                                                      |
| 第3話  | すべては一歩の勇気から               | 待田堂子          | 木村隆一          | 木村隆一                            | 原田大基                                                      |
| 第4話  | 自分を変えるということ               | 待田堂子          | 鶴巻和哉          | 高島大輔                            | 荒尾英幸                                                      |
| 第5話  | みんなとすごす夏休み                 | 髙橋龍也          | 吉岡忍            | 間島崇寛                            | 高村和宏、川上哲也 小野田将人、飯塚晴子 本村晃一              |
| 第6話  | 先に進むという選択                   | 待田堂子          | 高雄統子          | 伊藤祐毅                            | 赤井俊文                                                      |
| 第7話  | 大好きなもの、大切なもの             | 土屋理敬          | 舛成孝二          | 高橋正典                            | 山口智                                                        |
| 第8話  | しあわせへの回り道                   | 白根秀樹          | 高橋正典          | 鈴木健太郎                          | 松本圭太、奥田陽介                                            |
| 第9話  | ふたりだから出来ること               | 土屋理敬          | 山内重保          | 山内重保                            | 河合拓也                                                      |
| 第10話 | みんなで、少しでも前へ               | 白根秀樹          | 益山亮司          | 益山亮司                            | 村治結、林勇雄                                                |
| 第11話 | 期待、不安、そして予兆               | 髙橋龍也          | 高雄統子          | 原田孝宏                            | 川上哲也                                                      |
| 第12話 | 一方通行の終着点                     | 髙橋龍也          | 吉岡忍            | 間島崇寛                            | 近岡直                                                        |
| 第13話 | そして、彼女たちはきらめくステージへ | 待田堂子          | 錦織敦史 高雄統子 | 高橋正典                            | 赤井俊文                                                      |
| 第14話 | 変わりはじめた世界!                  | 待田堂子          | 木村隆一          | 木村隆一                            | 田中裕介                                                      |
| 第15話 | みんな揃って、生放送ですよ生放送!    | 髙橋龍也          | 伊藤祐毅          | 伊藤祐毅                            | 山口智、中路景子                                              |
| 第16話 | ひとりぼっちの気持ち                 | 白根秀樹          | 望月智充          | 小竹歩                              | 常盤健太郎、飯飼一幸                                          |
| 第17話 | 真、まことの王子様                   | 白根秀樹          | 柴田由香          | 柴田由香                            | すしお                                                        |
| 第18話 | たくさんの、いっぱい                 | 土屋理敬          | 横山彰利          | 横山彰利                            | 河合拓也                                                      |
| 第19話 | 雲間に隠れる月の如く                 | 髙橋龍也          | 今泉賢一          | いがりたかし                        | 木宮亮介、大島縁                                              |
| 第20話 | 約束                                 | 土屋理敬          | 高雄統子          | 原田孝宏                            | 松尾祐輔                                                      |
| 第21話 | まるで花が咲くように                 | 待田堂子          | 今泉賢一          | 間島崇寛                            | 高田晃、田中裕介                                              |
| 第22話 | 聖夜の夜に                           | 髙橋龍也          | 益山亮司          | 益山亮司                            | 河合拓也、近岡直                                              |
| 第23話 | 私                                   | 白根秀樹          | 舛成孝二          | 高橋正典                            | 飯塚晴子、山口智                                              |
| 第24話 | 夢                                   | 土屋理敬          | 高雄統子          | 高雄統子                            | 赤井俊文                                                      |
| 第25話 | みんなと、いっしょに!                | 待田堂子 錦織敦史 | 錦織敦史 伊藤祐毅 | 伊藤祐毅 間島崇寛 原田孝宏 高橋正典 | 川上哲也、赤井俊文 山口智、松尾祐輔 高田晃、飯塚晴子 錦織敦史 |
| 第26話 | 765プロという物語                    | 髙橋龍也          | 赤井俊文          | 赤井俊文                            | 田中裕介、飯塚晴子                                            |

各回の次回予告の際、サブタイトル（のうちの1文字または2文字）のテロップに使われる文字色は、その予告を担当するアイドルのイメージカラーとなっている。またこのカラーは本編最終話となる第25話予告を除き、次週の放送の次回予告で冒頭に表示される「THE IDOLM@STER 次回予告」のテロップでの、「次回予告」部分の文字色にも使われる。本編最終話である第25話では、765PRO所属アイドル全員とプロデューサーが担当し、テロップにはイメージカラー全色が使われている。なお、第21話の予告はアイドルではなく、高木順二朗社長とプロデューサーが担当したため、例外的にすべて白の文字色である。
第22話の｢聖夜の夜に｣は、萩原雪歩の誕生日とも設定されている12月24日のクリスマスイブを題材にしたエピソードで、BS-TBSの放送では同エピソードが現実の12月25日未明（24日深夜）に放送された。第26話（特別編）はBS-TBSでのみ先行放送され、DVD・BD第9巻に収録されたほか、地上波では2014年9月27日深夜にTOKYO MX、とちぎテレビ、群馬テレビでも放送された。

## 放送局
以下は製作局での本放送が行われていた期間に放送を開始した放送局のスケジュール。再放送や遅れネット局は含まない。
| 放送地域   | 放送局       | 放送期間                                             | 放送日時                                                  | 放送系列       | 備考   |
| ---------- | ------------ | ---------------------------------------------------- | --------------------------------------------------------- | -------------- | ------ |
| 関東広域圏 | TBSテレビ    | 2011年7月8日 - 12月23日                              | 金曜 1:25 - 1:55（木曜深夜）                              | TBS系列        | 製作局 |
| 中京広域圏 | 中部日本放送 | 2011年7月15日 - 2012年1月13日                        | 金曜 2:00 - 2:30（木曜深夜）                              | TBS系列        |        |
| 近畿広域圏 | 毎日放送     | 2011年7月15日 - 9月30日 2011年10月7日 - 2012年1月6日 | 金曜 2:40 - 3:10（木曜深夜） 金曜 2:30 - 3:00（木曜深夜） | TBS系列        |        |
| 福岡県     | RKB毎日放送  | 2011年7月20日 - 2012年1月11日                        | 水曜 2:25 - 2:55（火曜深夜）                              | TBS系列        |        |
| 日本全域   | BS-TBS       | 2011年8月1日 - 2012年1月22日                         | 日曜 1:00 - 1:30（土曜深夜）                              | BSデジタル放送 |        |
| 日本全域   | BS-TBS       | 2012年6月17日                                        | 日曜 3:30 - 4:00（土曜深夜）                              | BSデジタル放送 | 特別編 |

ネット配信
| 配信サイト         | 配信期間                     | 配信時間                   | 備考              |
| ------------------ | ---------------------------- | -------------------------- | ----------------- |
| ニコニコチャンネル | 2011年8月1日 - 2012年1月23日 | 月曜 1:30 更新（日曜深夜） |                   |
| バンダイチャンネル | 2011年8月1日 - 2012年1月29日 | 日曜 更新                  | 第1話のみ月曜配信 |

TBS製作の深夜アニメとしては初めて、各キャラクターの声優が提供クレジットのナレーションを行っている。なお、BS-TBSではノンスポンサーのため提供ナレーションが入らない。
また、TBS製作深夜アニメとしては初めてインターネットでの無料配信を実施。ニコニコチャンネルでは1週間限定の無料配信のみを行い期間終了後の有料配信は行わず、一方でバンダイチャンネルでは定額制サービスの利用者のみを対象とした有料配信のみを行い無料配信は行わなかった。また、字幕放送の色分けは春香が黄色、千早が青、美希が緑でその他の人物は全て白色で表記される。

## 劇場版
『THE IDOLM@STER MOVIE 輝きの向こう側へ！』（アイドルマスター ムービー かがやきのむこうがわへ！）のタイトルで2014年1月25日に公開された。テレビアニメの続編として位置付けられている。
2013年2月10日に、幕張メッセで行われたライブイベント「THE IDOLM@STER MUSIC FESTIV@L OF WINTER!!」の昼公演にて制作が発表された。制作はテレビアニメ版のスタッフが担当し、また主要担当声優もテレビアニメ版と同じであることが発表された。2013年8月4日に、パシフィコ横浜国立大ホールにて開催されたライブイベント「THE IDOLM@STER 8th ANNIVERSARY HOP!STEP!!FESTIV@L!!!@YOKOHAMA0804」にて、公開が2014年初春であると公式に発表され、さらに9月22日幕張イベントホールにて開催された「THE IDOLM@STER 8th ANNIVERSARY HOP!STEP!!FESTIV@L!!!@MAKUHARI0922」において公開日が発表された。
公開された PV にて、765プロの新たなストーリーとして新たに脚本を書き下ろし、完全な新作ということが明らかにされた。また、2013年11月2日に行われたシークレットイベントにおいて、新たに『ミリオンライブ！』から七尾百合子・佐竹美奈子・望月杏奈・北沢志保・矢吹可奈・横山奈緒・箱崎星梨花の7名がゲスト出演することも公表された。
キャッチコピーは「みんなとステージへ!!」、「ゲームからテレビ、そして舞台はスクリーンへ!!」。
全国39スクリーンで公開され、2014年1月25・26日の初日2日間で興収1億4,987万6,900円、動員8万1262人となり、映画観客動員ランキング（興行通信社調べ）で初登場第5位を記録、その後4週連続で観客動員数TOP10入りを果たしている。また、ぴあの初日満足度ランキングでは第3位となっている。公開2週目の累計興収は2億6,700万9,000円を記録し、2014年5月30日の公開終了までに観客動員数46万2570人、累計興収は6億7818万4800円、最終公開館数は85館となった。
上映開始日の2014年1月25日には新宿バルト9にて主要声優14人による舞台挨拶が行われ、その模様は全国の映画館でライブビューイング中継が行われた。また、イベント『THE IDOLM@STER M@STERS OF IDOL WORLD!!2014』の公演日となる2月22・23日には会場であるさいたまスーパーアリーナ最寄りのMOVIXさいたまにて、上映中のサイリウム使用や歓声・コールを特別に解禁した「THE IDOLM@STER MOVIE チアリング上映会」が開催されている。
さらに2月15日には3月より順次スクリーン数を拡大し、47都道府県全てのスクリーンで上映を行うことが発表された。これにより当初は6週予定だった来場者特典プレゼントが2週延期され8週となった。
そして、10月8日発売のBlu-ray&DVDの完全映像（VideoM@ster版）を上映用に新たにリマスター化したものが、9月19日から全国40スクリーンで公開された。
10月6日の時点でVideoM@ster版の興行収入が8679万を超え、1月からの公開分と併せて興行収入が7億6500万を超えた。
最終的には、両方併せて観客動員数は52万6722人、興行収入7億7297万3700円となった。
テレビでは、2015年3月7日にWOWOWプライムで初めて放送され、同年12月31日にはTOKYO MX・とちぎテレビ・群馬テレビで地上波初放送された。

### あらすじ（劇場版）
ニューイヤーライブ から時は流れ、季節は夏。春香のアイドルアワード受賞、千早の海外レコーディング、美希のハリウッド映画出演などアイドル達は忙しい日々を送っていた。そんな中、765プロは新たなステップとしてアリーナでのライブ開催を決定する。さらに、新たな試みとして春香をリーダーに据え、バックダンサーとしてアイドルスクールに通う可奈、志保、奈緒、星梨花、杏奈、美奈子、百合子の7人を加えるという。
アリーナライブに向け合宿に入る765プロだが、バックダンサー達は必死についていこうとするも765プロの実力に圧倒されてしまう。それでも765プロメンバーの支えもありなんとか合宿を終え最終日を迎えるが、その夜プロデューサーはアリーナライブを終えたら自身がハリウッドへ1年間研修に行くことを皆に告げる。その夜プロデューサーはリーダーとして何が出来るか思い悩む春香に「今」を大切にし、未来を楽しめとメッセージを送る。
合宿後、バックダンサーはステージに慣れるために765プロのミニライブに参加する。しかしそこで可奈と星梨花の接触・転倒トラブルが起き、そのことがゴシップ誌に取り上げられてしまった。そして可奈はミニライブ後の楽屋で志保に厳しい言葉を受けひどくプレッシャーを感じてしまい練習に無断欠席するようになる。他のダンサーも練習がなかなかうまくいかず、765プロメンバーに相談する。相談を受け、プロデューサーはバックダンサーを765プロで預かり合同でレッスンすることを提案した。ダンサーの練習の進捗度と可奈が練習に復帰する可能性を考慮しダンスの難度を下げるかどうか話し合っている最中、春香は可奈の「バックダンサーを諦める」というメールを受け取る。春香はこの可奈からのメールに違和感を感じ、直接可奈と話し合い真意を確かめるまで難度を下げるかどうかの答えは出せない、もう少し待ってほしいと言う。しかし、これ以上無断で欠席する可奈を待つほど時間は残されていない、出来る者だけでもレッスンを進めなければならないという姿勢の志保は、春香にどうしてあなたがリーダーなのかと強い口調で詰め寄る。この場は伊織が収めるが練習は不穏な雰囲気を漂わし、春香はリーダーとは何なのか考え行き詰る。

夜、春香は千早にリーダーは何をすればいいのか相談した。春香の悩みを聞いた千早は自分が母親をライブへ招待しようとしていることを明かし、春香がどうしたいかが大切だと伝える。その頃レッスンが長引き帰宅が難しくなったメンバーは雪歩と伊織の家へ分かれて泊まる事となった。不安そうなダンサー達に雪歩は自分が成長できたのは仲間がいたからだ、一緒に頑張れる仲間がいたからなんだということと、今はみんながどうしたいかを考えてほしいということを、伊織と美希は春香がどうしたいかが大事だということをそれぞれ伝える。
夜、春香は可奈から電話を受ける。可奈は自分をいらない子だと思ってほしいと電話をするが、春香の粘りと思いを聞いているうちにアイドルを続けたいという本心が隠し切れなくなってしまった。これを感じ取った春香は翌日メンバーに可奈を迎えに行こうと伝え、春香の強い意志を受け取ったメンバーは雨の中可奈を探しに街を駆ける。春香たちと遭遇した可奈は、ストレスで太ってしまった自分が恥ずかしくて逃げてしまう。その後、春香は可奈にあきらめたくないという意思があることを改めて確認し、可奈がどうしたいかを確かめるためにライブで使用するアリーナへ向かう。

アリーナに到着した765プロのメンバーは本番に向けてテンションを上げていく一方、ダンサーたちは想像以上に大きい会場に圧倒されてしまう。春香はみんなに対し自分がどんな思いでステージに立っているのか、ステージで何を感じているのか、そして仲間がいることの大切さを伝える。星梨花と杏奈に最後の後押しをされた可奈はアイドルを続けたいとはっきりと伝える。ダンサー達は協力して難度を下げずに出来るよう協力して練習していこうと決意を新たにし本番へ向けて練習を重ねる。
本番当日、アイドルは満員のアリーナでライブを大成功に収めた。プロデューサーは765プロメンバーから見送られ、一人アメリカへ旅立つ。エンディングではアリーナライブの様子やライブ後の様子が描かれ、プロデューサーがアメリカ研修から帰ってきた絵で幕が下りる。

### 劇場版からの登場人物
アリーナライブのバックダンサー
765プロがアリーナライブを行うに当たって、バックダンサーとして集められたアイドル候補生たち。ソーシャルゲーム『ミリオンライブ!』からのゲスト出演であるが、出演に当たって一部設定などが異なる場合もある。
矢吹 可奈（やぶき かな）
声 - 木戸衣吹
北沢 志保（きたざわ しほ）
声 - 雨宮天
箱崎 星梨花（はこざき せりか）
声 - 麻倉もも
七尾 百合子（ななお ゆりこ）
声 - 伊藤美来
望月 杏奈（もちづき あんな）
声 - 夏川椎菜
横山 奈緒（よこやま なお）
声 - 渡部優衣
佐竹 美奈子（さたけ みなこ）
声 - 大関英里
その他のキャラクター
渋谷 凛（しぶや りん）
エンディングにワンカットのみ登場。唯一の『シンデレラガールズ』からのキャラクターで、アニメ版『THE IDOLM@STER』と『シンデレラガールズ』の世界観の一致を示している。

### スタッフ（劇場版）
- 原作 - バンダイナムコゲームズ（現・バンダイナムコエンターテインメント）
- キャラクター原案 - 窪岡俊之
- 監督・キャラクターデザイン・総作画監督 - 錦織敦史
- 脚本 - 錦織敦史、髙橋龍也
- シリーズ演出 - 高雄統子
- 絵コンテ - 錦織敦史、高雄統子、益山亮司、伊藤祐毅、神戸守
- 演出 - 高雄統子、益山亮司、伊藤祐毅、高橋正典、原田孝宏、錦織敦史
- 作画監督 - 田中裕介、山口智、髙田晃、奥田佳子、赤井俊文、錦織敦史
- 美術監督 - 薄井久代
- 美術設定 - 植村淳
- デザインワークス - 田中裕介、山口智、道下康太、奥田佳子、山田将三
- 色彩設計 - 中島和子
- 撮影監督 - 田村仁、加藤伸也
- 編集 - 三嶋章紀
- 音響監督 - 菊田浩巳
- 音楽 - 高田龍一（MONACA）
- 音楽プロデューサー - 柏谷智浩、中川浩二
- プロデューサー - 坂上陽三、鳥羽洋典、山口泰広、柏谷智浩
- アニメーションプロデューサー - 福島祐一
- 制作 - A-1 Pictures
- 製作 - THE IDOLM@STER MOVIE製作委員会（バンダイナムコエンターテインメント、アニプレックス、TBS、日本コロムビア）
- 配給 - アニプレックス

### 主題歌（劇場版）
主題歌「M@STERPIECE」
作詞 - yura / 作曲 - 神前暁（MONACA）/ 編曲 - 神前暁、高田龍一（MONACA）/ 歌 - 天海春香、星井美希、如月千早、高槻やよい、萩原雪歩、菊地真、双海亜美 / 真美、水瀬伊織、三浦あずさ、四条貴音、我那覇響
オープニングテーマ「THE IDOLM@STER」
作詞 - 中村恵 / 作曲・編曲 - NBGI（佐々木宏人）/ 歌 - 765PRO ALLSTARS
エンディングテーマ「虹色ミラクル」
作詞 - 森由里子 / 作曲 - NBSI（中川浩二）/ 編曲 - NBSI（kyo）/ 歌 - 765PRO ALLSTARS
劇中歌
「ラムネ色 青春」
作詞 - NBGI（モモキエイジ）/ 作曲・編曲 - 田中秀和（MONACA）/ 歌 - 765PRO ALLSTARS
「Fate of the World」
作詞・作曲・編曲 - NBSI（kyo）/ 歌 - 天海春香、星井美希、如月千早
劇中映画「眠り姫 THE SLEEPING BE@UTY」の主題歌。
「眠り姫」
作詞 - 森由里子 / 作曲・編曲 - NBGI（椎名豪）/ 歌 - 如月千早
劇中映画「眠り姫 THE SLEEPING BE@UTY」の劇中歌。
「shiny smile」
作詞 - 朝日祭 / 作曲・編曲 - NBGI（Yoshi）/ 歌 - 天海春香、我那覇響
「GO MY WAY!!」
作詞 - yura / 作曲・編曲 - NBGI（神前暁）/ 歌 - 765PRO ALLSTARS
「MUSIC♪」
作詞 - yura / 作曲・編曲 - NBGI（渡辺量）/ 歌 - 天海春香、如月千早、三浦あずさ

### CD（劇場版）
それぞれの初回限定盤には劇場用に5.1chでリミックスされたBGMが収録されたBlu-ray Disc Audioが同梱される。
M@STERPIECE
2014年1月29日発売。主題歌「M@STERPIECE」などを収録。
THE IDOLM@STER MOVIE ORIGINAL SOUNDTRACK
2014年2月5日発売。劇中で使用されたBGM及び挿入歌を収録。
ラムネ色 青春
2014年6月18日発売。挿入歌「ラムネ色 青春」他、初CD化となる「待ち受けプリンス（M@STER VERSION）」を収録。
虹色ミラクル
2014年8月13日発売。ED曲「虹色ミラクル」と挿入歌「Fate of the World」を収録。
PERFECT IDOL THE MOVIE
2014年10月8日発売の劇場版BD / DVD完全生産限定版の特典CD。
既存曲のアレンジ曲「M@STERPIECE -CLUB BOSSA NOVA Rearrange Mix-」「虹色ミラクル -JAZZ FUSION Rearrange Mix-」「ラムネ色青春 -CROSSOVER Rearrange Mix-」のほか、ドラマパートを収録。
ドラマパートには765プロの13人、プロデューサー、バックダンサー組の7人が出演。

### BD / DVD（劇場版）
2014年10月8日発売。
BDにはシャイニーフェスタ同梱完全生産限定版と完全生産限定版、DVDは完全生産限定版と通常版がある。シャイニーフェスタ同梱限定盤には、『SHINY FESTA』に収録されていたアニメエピソード3本が収録された特典BDが付属。
完全生産限定版には、舞台挨拶ダイジェストと声優座談会を収録した特典DVD、「M@STERPIECE」「虹色ミラクル」「ラムネ色 青春」の新録リアレンジ版とドラマパートを収録した特典CD「PERFECT IDOL THE MOVIE」、特製ムック本とビジュアルブックが付属する。

## Webラジオ
『THE IDOLM@STER』シリーズに関連したインターネットラジオ番組が、『アイマスタジオ』のタイトルで2011年4月8日から2016年2月12日まで毎週金曜日に、HiBiKi Radio Stationにて配信されている（2016年2月20日に特番として放送された最終回はニコニコ生放送にて配信）。パーソナリティは、天海春香役の中村繪里子と如月千早役の今井麻美。
当初はテレビアニメの関連番組として開始されたもののアニメ終了に伴いリニューアルが行われ、アニメ「アイドルマスター」だけでなく『THE IDOLM@STER』シリーズに関した話題全般を扱う番組となった。

## サイドストーリー

### NO Make!
テレビアニメ本編のサイドストーリーを描いたモバイル端末（フィーチャーフォン）用のオーディオドラマ『NO Make!』が、『アイドルマスターモバイル』『アニプレックス☆モバイル』『TBSエンタテイメント』の3箇所のモバイルサイトにて、テレビアニメと同じく2011年7月7日から同年12月22日まで、毎週ごとに3話ずつ配信された。
各話の内容はその週に放送されたテレビアニメ本編の内容に関連したもので、配信サイトごとに異なる場面を描いている。最新のエピソードはTBSの本放送中にテロップで発表されるパスワードを入力することでダウンロードして聞くことができる仕様で、それ以降は1週以上遅れて放送される地域に向けたパスワード不要のバックナンバーが、4週間の期間限定で配信された。
なお、このサイドストーリーはCD化され、7周年ライブ『THE IDOLM@STER 7th ANNIVERSARY 765PRO ALLSTARS みんなといっしょに！』にて会場限定で販売された。後にアニメイトでも販売された。
| 話数      | アイドルマスターモバイル版          | アニプレックス★モバイル版        | TBSエンタテイメント版                |
| --------- | ----------------------------------- | -------------------------------- | ------------------------------------ |
| Episode1  | 取材終了後の天海春香                | 律子と美希の日常                 | 響とハム蔵の反省会                   |
| Episode2  | クマやよい                          | 宣材撮影後の控え室               | 春香たちのその後                     |
| Episode3  | 夏祭りのワンシーン                  | 雪歩、着替え中                   | 雪歩はいったいどこ?                  |
| Episode4  | 真&亜美真美、ゲロゲロキッチン視聴中 | ゲロゲロキッチン、収録前夜       | 打ち上げはスイーツで?                |
| Episode5  | 海辺の2人                           | BBQでの真実                      | 月夜の真実                           |
| Episode6  | 竜宮小町・忙しい日々（1）           | 竜宮小町・忙しい日々（2）        | 雪歩、奮闘中                         |
| Episode7  | やよいのお財布                      | TVを見ている春香と雪歩           | TV放送後の反響                       |
| Episode8  | 雑誌発売後、事務所でのひととき      | 真の心配事                       | 撮影前日                             |
| Episode9  | 事件の前に〜亜美と真美の欲しいモノ  | 事件を余所に〜仕事中の千早と美希 | 事件の中心〜伊織がプリンを買ったワケ |
| Episode10 | 真とあずさのRoad to 運動会!         | 真と雪歩のRoad to 運動会         | 真と美希のRoad to 運動会!            |
| Episode11 | 響と真美の帰り道                    | 影の功労者                       | 美希、全力でレッスン中!              |
| Episode12 | 新しい衣装、新しい目標              | 千早の想い                       | ハム蔵のお悩み相談室                 |
| Episode13 | Are You Ready !? (1)                | Are You Ready !? (2)             | Are You Ready !? (3)                 |
| Episode14 | CHANGE!!!! (2)                      | CHANGE!!!! (3)                   | CHANGE!!!! (1)                       |
| Episode15 | あずさのヒラメキ                    | 響に迫る黒い影                   | 続・菊地真改造計画                   |
| Episode16 | 亜美と真美                          | 踏切にて                         | 雪歩といぬ美                         |
| Episode17 | 恐怖のメール                        | ニアミス                         | 大人の魅力                           |
| Episode18 | お見舞い                            | 立場逆転                         | サプライズ大作戦                     |
| Episode19 | ダブルリボンと唐揚                  | 1日署長、その後                  | 響の秘密?                            |
| Episode20 | 千早のために (3)                    | 千早のために (2)                 | 千早のために (1)                     |
| Episode21 | あまとう?                           | 大人になるということ             | たどり着きたい未来                   |
| Episode22 | 竜宮小町のプレゼント選び            | クリスマスは家族と一緒に         | クリスマスバースデイ                 |
| Episode23 | 電話 (1)                            | 電話 (2)                         | 電話 (3)                             |
| Episode24 | あなたの代わりに (1)                | あなたの代わりに (2)             | あなたの代わりに (3)                 |
| Episode25 | 私たちのプロデューサーさんへ (3)    | 私たちのプロデューサーさんへ (2) | 私たちのプロデューサーさんへ (1)     |

### No Make+!
2015年4月より行われている再放送に合わせて、『アイドルマスター ミリオンライブ!』内で配信されているボイスドラマ。「765プロプラチナフライデーナイトキャンペーン」の一環として配信されている。
| 話数 | 登場人物                                               |
| ---- | ------------------------------------------------------ |
| #1   | 高木順二朗、音無小鳥、プロデューサー                   |
| #2   | 天海春香、如月千早、星井美希、プロデューサー           |
| #3   | 萩原雪歩、我那覇響、四条貴音、ハム蔵、プロデューサー   |
| #4   | 高槻やよい、プロデューサー                             |
| #5   | 双海真美、プロデューサー                               |
| #6   | 三浦あずさ、菊地真、プロデューサー                     |
| #7   | 水瀬伊織、双海亜美、プロデューサー                     |
| #8   | 天海春香、我那覇響、ハム蔵、プロデューサー             |
| #9   | 双海真美、四条貴音、プロデューサー                     |
| #10  | 菊地真、高槻やよい、天海春香、音無小鳥、プロデューサー |
| #11  | 萩原雪歩、高槻やよい、三浦あずさ、プロデューサー       |
| #12  | 星井美希、如月千早、プロデューサー                     |
| #13  | 天海春香、音無小鳥、プロデューサー                     |

## CD
本作品では、主題歌とオリジナルサウンドトラックが同じCDシリーズで発売された。
なお、CDシリーズには含まれないレンタル限定CDとして、「READY!!」のTVサイズバージョンとアイドルマスターの代表的な曲をメドレー形式で収録したCDが2011年8月24日からレンタル開始している。
ANIM@TION MASTER

主題歌、劇中挿入歌、エンディング、BGMとオリジナルのドラマを収録したCDシリーズ。
ANIM@TION MASTER 生っすかSPECIAL

一部の劇中挿入歌及び、劇中内番組『生っすか!?サンデー』をモチーフとしたドラマを収録したCDシリーズ。

## DVD / BD
全9巻。アニプレックスより発売。なお、第1巻のBDはPS3版『アイドルマスター2』初回限定版にも付属する。全巻に特典映像として収録回のノンクレジットEDとWEB版次回予告が収録されている。
DVD / BD版ではテレビ放送時に使われたシーンの一部が再編集されている部分がある。第9巻収録の特別編ではAパートとBパートの間に劇中で美希が出演していたCMが収録されている。
| 巻 | 発売日         | 収録話          | 規格品番     | 規格品番     | 規格品番  | 限定版封入特典                                                                       | オーディオコメンタリー                                                                                    |
| 巻 | 発売日         | 収録話          | BD限定版     | DVD限定版    | DVD通常版 | 限定版封入特典                                                                       | オーディオコメンタリー                                                                                    |
| -- | -------------- | --------------- | ------------ | ------------ | --------- | ------------------------------------------------------------------------------------ | --- |
| 1  | 2011年10月27日 | 第1話 - 第2話   | ANZX-6801/2  | ANZB-6801/2  | ANSB-6801 | ボーカルCD<「PERFECT IDOL 01」 書き下ろし小説「小鳥ワーキング」 特製ピンナップ       | 中村繪里子 釘宮理恵 下田麻美 仁後真耶子                                                                   |
| 2  | 2011年11月23日 | 第3話 - 第5話   | ANZX-6803/4  | ANZB-6803/4  | ANSB-6803 | ドラマCD「765プロ企画会議中！」 設定資料集 Part1 特製ピンナップ                      | 今井麻美 平田宏美 浅倉杏美 原由実                                                                         |
| 3  | 2011年12月29日 | 第6話 - 第8話   | ANZX-6805/6  | ANZB-6805/6  | ANSB-6805 | ボーカルCD「PERFECT IDOL 02」 原画集 Part1 特製ピンナップ                            | 6話・7話出演 仁後真耶子 釘宮理恵 若林直美 8話出演 長谷川明子 平田宏美 たかはし智秋                        |
| 4  | 2012年1月26日  | 第9話 - 第11話  | ANZX-6807/8  | ANZB-6807/8  | ANSB-6807 | DVD「実写版ゲロゲロキッチン 〜中の人でやってみた〜」 設定資料集 Part2 特製ピンナップ | 中村繪里子 今井麻美 下田麻美 沼倉愛美                                                                     |
| 5  | 2012年2月23日  | 第12話 - 第14話 | ANZX-6809/10 | ANZB-6809/10 | ANSB-6809 | ボーカルCD「PERFECT IDOL 03」 原画集 Part2 特製ピンナップ                            | 長谷川明子 浅倉杏美 原由実 若林直美                                                                       |
| 6  | 2012年3月29日  | 第15話 - 第17話 | ANZX-6811/12 | ANZB-6811/12 | ANSB-6811 | ドラマCD「プロデューサーの休日」 設定資料集 Part3 特製ピンナップ                     | 中村繪里子 今井麻美 原由実 沼倉愛美                                                                       |
| 7  | 2012年4月26日  | 第18話 - 第20話 | ANZX-6813/14 | ANZB-6813/14 | ANSB-6813 | ボーカルCD「PERFECT IDOL 04」 原画集 Part3 特製ピンナップ                            | 18話出演 下田麻美 たかはし智秋 若林直美 19・20話出演 今井麻美 原由実 赤羽根健治                           |
| 8  | 2012年5月24日  | 第21話 - 第23話 | ANZX-6815/16 | ANZB-6815/16 | ANSB-6815 | DVD「THE IDOLM@STER WINTER C@RNIVAL!」 設定資料集 Part3 特製ピンナップ               | 中村繪里子 浅倉杏美 平田宏美 沼倉愛美                                                                     |
| 9  | 2012年6月28日  | 第24話 - 第26話 | ANZX-6817/18 | ANZB-6817/18 | ANSB-6817 | ドラマCD「生っすか！？サンデー お蔵入り編」 原画集 Part4 特製ピンナップ              | 24話・25話出演 中村繪里子 長谷川明子 今井麻美 下田麻美 26話出演 仁後真耶子 たかはし智秋 若林直美 滝田樹里 |

## 漫画
THE IDOLM@STER
『月刊ComicREX』2012年10月号から2016年10月号まで連載された。原作：BNEI / PROJECT IM@S、脚本：髙橋龍也、作画：まな。
アニメ13話のライブ成功でアイドル活動が軌道に乗り始めた765プロアイドルを一人ずつ描くことがコンセプトになっている。
原作ゲームやアニメ版との区別から、「REX版」「まなマス」と呼ばれる場合もある。
- 単行本 一迅社発行 REXコミックスレーベル
0巻
  - 劇場版の公開第2週先着来場者特典として配布された。
  - 第1巻に収録されている第1話のほか、劇場版の前日談にあたる『THE IDOLM@STER MOVIE 輝きの向こう側へ! -signs-』が収録されている。
  - 表紙は音無小鳥。

1. 2013年3月27日発売
通常版 ISBN 978-4-7580-6359-3 / 特装版 ISBN 978-4-7580-6358-6
  - 表紙はどちらも春香・美希・響。通常版は私服姿で背景が白地に赤い星、特装版はステージ衣装で背景が赤地に白い星となっている。
  - 特装版には、アニメ『かんなぎ』（原作が同じ『Comic REX』掲載作品）と、アニメ『ゆるゆり』（原作が同じ一迅社発行の雑誌『コミック百合姫』掲載作品）の2作品の楽曲をカバーしたCDが付属。
  - 収録曲
    - ゆりゆららららゆるゆり大事件（歌：天海春香・星井美希・如月千早・高槻やよい）
    - マイペースでいきましょう（歌：水瀬伊織・我那覇響・秋月律子・双海真美）
    - motto☆派手にね!（歌：四条貴音・三浦あずさ）
    - 純♥愛・ジェネレーション（歌：菊地真）
    - イチバンボシ（歌：萩原雪歩）
2. 2013年12月27日発売
ISBN 978-4-7580-6420-0
  - 表紙は響・真美・あずさの3人。
3. 2014年8月4日発売
通常版 ISBN 978-4-7580-6463-7/ 特装版 ISBN 978-4-7580-6464-4
  - 表紙は貴音･雪歩・やよいの3人。通常版は私服姿で背景が白地にオレンジの花柄、特装版はステージ衣装で背景がオレンジ地に白の花柄となっている。
  - 特装版には、上述の「0巻」収録の『THE IDOLM@STER MOVIE 輝きの向こう側へ! -signs-』に、「ミリオンライブ!」の矢吹可奈の描き下ろしエピソード『THE IDOLM@STER MOVIE 輝きの向こう側へ! -longing-』を加えた小冊子が付属。
4. 2015年3月27日発売
ISBN 978-4-7580-6494-1
  - 表紙は律子・千早・貴音の3人。
5. 2015年12月26日発売
ISBN 978-4-7580-6559-7
  - 表紙は真・亜美・千早の3人。
6. 2016年12月27日発売
通常版 ISBN 978-4-7580-6614-3/ 特装版 ISBN 978-4-7580-6615-0
  - 表紙は春香・真・伊織の3人。
  - 特装版には、これまでの単行本の店舗別購入特典として配布された描き下ろしポストカードをすべて収録したポストカードブックが付属。ただし、店舗別特典に書かれているメッセージは入っていない。

朝焼けは黄金色 THE IDOLM@STER
『月刊ComicREX』2017年7月号から2021年4月号まで連載された。原作：BNEI / PROJECT IM@S、脚本：髙橋龍也、作画：まな。
音無小鳥の過去を描いた内容となっている。
1. 2018年1月27日発売
ISBN 978-4-7580-6708-9
2. 2019年7月29日発売
ISBN 978-4-7580-6814-7
3. 2019年8月27日発売
ISBN 978-4-7580-6822-2
4. 2022年3月26日発売
ISBN 978-4-7580-6930-4
5. 2022年3月26日発売
通常版 ISBN 978-4-7580-6931-1/ 特装版 ISBN 978-4-7580-6932-8
  - 特装版には、音無小鳥が歌う新曲「翼」と「想い出は永遠に」を収録したCDが付属。

## タイアップ
放送に先立ち「リアル765プロ企画」と称して担当声優・キャラクターが外部からの依頼を受けて「仕事」を行う企画が行われている。『星空へ架かる橋』のDVD・BDの宣伝CMを最初の仕事とし、実在の店舗のナレーションや宣伝キャラクター、変わったところでは第66回国民体育大会の開会式で上映される映像のナレーションや大学で発行されるフリーペーパー、ニコニコ動画の時報や左上の画像、動物病院のポスターなどでのコラボレーションも行われている。ニコニコ動画の左上の画像は「ののワさん」が担当。唯一アイドルや声優ではなく、二次創作発祥のキャラクターが担当した。また、2011年11月20日には、ばんえい競馬とのコラボレーションとして「ばんえいアイドルマスター記念」が開催され、パドックのアナウンスを下田麻美が各アイドル13人のものまねで担当した。第10レースでは「READY!!」をアレンジした専用のファンファーレが用いられるなど、本作に関連した映像や楽曲が随所に使用され、徹底した「アイマス尽くし」が話題になった。
2011年7月7日には読売新聞朝刊に、テレビアニメの放送開始を告知する一面広告が全国掲載された。販売地域により、6種類の広告が存在する。事前には掲載の予告や絵柄の違いなどは告知されず、ファンの間での情報交換を促すような話題作りが行われ、想定以上の盛り上がりがあったという。なお、新聞の一面広告を使ったテレビアニメの宣伝としては同年4月21日にMBS製作『魔法少女まどか☆マギカ』の最終回を告知した前例があり、こちらも読売新聞だった。
2011年7月19日から同年8月15日までと10月25日から11月14日までの2回に渡り、大手コンビニエンスストアチェーンであるローソンとのタイアップキャンペーンが行われた。
2015年に参戦した『アイドルマスター XENOGLOSSIA』に続き、2017年には、TVアニメ版第15話に登場する劇中映画『無尽合体キサラギ』が『スーパーロボット大戦X-Ω』の期間限定イベントで登場した。本編には交わらないが特別シナリオが設けられた。プレイヤーは期間限定でキサラギ（オーバーマスター）、ハルカイザーを入手でき、パイロットのアミ／マミ、ハルシュタインには声が付けられた。また、『無尽合体キサラギ』の主題歌「arcadia」が「arcadia (X-Ω Ver.)」として本作品用に再編集されて使用された。

## 受賞歴

### テレビアニメ
- ニュータイプアニメアワード2011
  - CM部門
- ニュータイプアニメアワード2012
  - 監督賞：錦織敦史
  - 脚本賞：待田堂子
  - キャラクターデザイン賞：錦織敦史
  - 主題歌賞：「READY!!」
  - 女性声優賞：中村繪里子（天海春香、ハム蔵役）
  - マスコットキャラクター賞：ハム蔵
  - 女性キャラクター賞：天海春香
- 第54回日本レコード大賞
  - 企画賞：｢THE IDOLM@STER ANIM@TION MASTER 生っすかSPECIAL 01｣
- 特集・渋谷アニメランド〜わたしの大好きなヒロインたち〜
  - 第1位：天海春香

### 劇場版
- ニュータイプアニメアワード2014
  - 主題歌賞：「M@STERPIECE」
  - 作品賞（劇場上映部門）
  - 監督賞：錦織敦史
  - 女性キャラクター賞：天海春香
  - 女性声優賞：中村繪里子（天海春香、ハム蔵役）
  - スタジオ賞：A-1 Pictures